# Mielichhoferia mielichhoferiana
Mielichhoferia mielichhoferiana là một loài Rêu trong họ Bryaceae. Loài này được (Funck) Loeske mô tả khoa học đầu tiên năm 1910.